# Aspes (San Zeno Naviglio)
L'Aspes è una frazione del comune di San Zeno Naviglio in provincia di Brescia.

## Storia

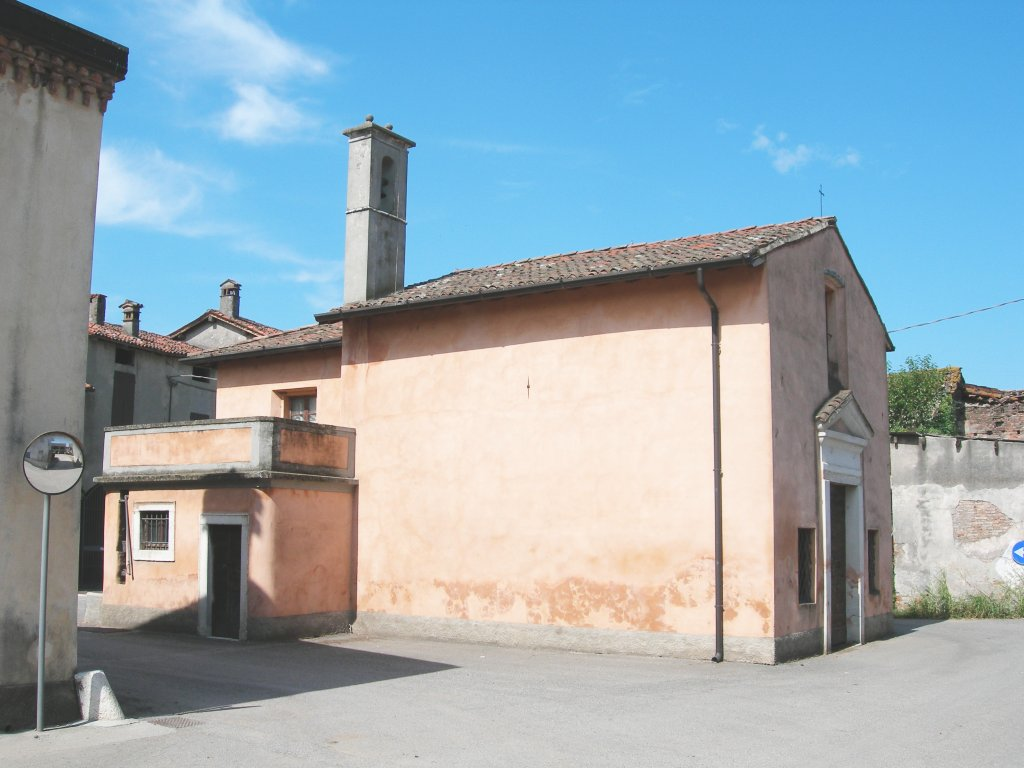
Chiesa di Santa Maria Assunta in Aspes

Aspes è una località posta a circa due chilometri sud-ovest dal centro del comune ed è collegata ad essa attraverso la strada comunale San Zeno - Aspes (Via Aspes). È attraversata dal vecchio vaso del torrente Garza, attualmente chiamato Molone o Garza che, con l'attuale situazione delle risorgive nella zona, nasce di fatto nei pressi del mulino posto al centro della località.
In epoca romana la località era posta all'incrocio fra un decumano della centuriazione di Brescia (probabilmente quello che attraversava Folzano e la località Borgo Poncarale) e il cardo Borgosatollo - Flero. Probabilmente il vicus che si era formato si trattava di un insediamento autonomo o collegato alla vicina Villa romana di Poncarale. Si sono trovate numerose testimonianze archeologiche di questo insediamento e si sospetta l'esistenza di un mulino.
Agli inizi del II millennio l'Aspes era compresa nel territorium civitatis della città di Brescia e successivamente fece parte del comune di Folzano, come testimonierebbero alcuni documenti della Parrocchia San Silvestro della frazione bresciana (dal 1865 Folzano non è più comune). È ignoto il momento in cui la località passò al comune di San Zeno.
Nel 1570 si attesta la definitiva bonifica dei terreni che circondano la zona che all'epoca erano possedimento dei  Martinengo Colleoni e feudo dei Gonzaga.
Nel 1624 vi è la prima testimonianza della presenza della Chiesa di Santa Maria Assunta.
Nel corso del XVIII secolo i Lechi acquistarono la località e costruirono un palazzo estivo, tuttora esistente, dove nacque il generale Giuseppe Lechi. Fu in quel periodo che venne costruita una filanda nella quale venivano lavorati i bachi prodotti nella zona. La deviazione del Garza da parte dell'amministrazione veneta di Brescia verso le campagne di Ghedi (anni '90 del XVIII secolo) non ridusse l'attività della filanda. Il vecchio vaso rimase attivo grazie alla presenza delle risorgive nella zona.
Durante il secolo XIX i terreni e gli edifici passarono ai Martinengo di Villagana che in seguito li vendettero ad alcune famiglie di agrari della zona. La chiusura della filanda, probabilmente a causa della crisi della coltivazione del gelso che colpì l'Italia nell'Ottocento, pose fine a qualunque tentativo di sviluppo industriale della località. Dopo la seconda guerra mondiale avvenne il progressivo isolamento della località rispetto alle realtà circostanti, che a sua volta provocò la riduzione della popolazione. Vennero dismessi i guadi per Flero, venne chiusa e poi messa a coltivazione la strada che collegava la località a Borgo Poncarale. La costruzione dello stabilimento della SETA chiuse la strada che collegava l'Aspes alla località Bisletti e a Borgosatollo. L'unico collegamento esterno rimasto è la strada comunale San Zeno - Aspes pavimentata in asfalto solamente nel 1987.
Di rilevanza particolare il vecchio mulino, probabilmente costruito successivamente al XV secolo, ora in stato di avanzato degrado, che possiede intatta la pala, detta anche rasega.

### Origine del nome
Durante l'epoca tardoantica e epoca romano-barbarica la zona, che era regolarmente coltivata, si impaludò. Il nome della località deriva dal longobardo Aspexo, cioè Aspide, una vipera che viveva nella zona. Durante l'epoca carolingia il testamento di un possidente longobardo dimostra che a quel tempo esisteva un insediamento (il lascito tratta il passaggio di una casa colonica) il quale era noto come Aspes o Palude Mala.

## Monumenti e luoghi d'interesse
- Palazzo Lechi
- La filanda
- Il mulino
- La chiesa di Santa Maria Assunta